# 96-о средно училище „Лев Николаевич Толстой“
96-о средно училище „Лев Николаевич Толстой“ се намира в София, България.
Основано е през 1982 година като училище с преподаване на руски език. През февруари 1983 г. се премества в своя сграда – тогава третата в България с лъчисто отопление. Първоначално е наречено на съветския политик Леонид Брежнев; впоследствие получава името на руския писател Лев Толстой. Година по-късно се въвежда обучаване на руски език.
Разположено е на улица Никола Беловеждов 1, в ж.к. „Люлин“. Има 3 етажа и подземен етаж. Разполага с 30 класни стаи, 10 кабинета, 5 компютърни зали в мрежа с интернет, 2 физкултурни салона, спортна площадка с 8 спортни игрища за хандбал, волейбол и баскетбол, собствена фитнес зала, актова зала с професионално озвучаване и осветление, училищен стол и 2 бюфета, библиотека с над 12 000 тома литература на български, руски, английски, немски и испански език – художествена, енциклопедична и справочна.
Училището предлага образование, съобразено с националните и европейски стандарти. Сътрудничи с училището при посолството на Русия. От 2003 година е база на МОН по руски език за жк. „Люлин“.